# Buzancy, Aisne

Buzancy este o comună în departamentul Aisne din nordul Franței. În 1 ianuarie 2022 avea o populație de 183 de locuitori.